# Naso tonganus
Naso tonganus là một loài cá biển thuộc chi Naso trong họ Cá đuôi gai. Loài cá này được mô tả lần đầu tiên vào năm 1835.

## Từ nguyên
Loài cá này được đặt theo tên của Tonga, đảo quốc ở Nam Thái Bình Dương, nơi mà N. tonganus được phát hiện lần đầu tiên.

## Phạm vi phân bố và môi trường sống
N. tonganus có phạm vi phân bố rộng khắp vùng biển Ấn Độ Dương - Thái Bình Dương. Loài cá này được ghi nhận dọc theo vùng bờ biển Đông Phi, bao gồm Madagascar và những nhóm quốc đảo, bãi ngầm lân cận, cũng như Maldives, quần đảo Mergui (Myanmar), bãi cạn Rowley và rạn san hô Scott và Seringapatam (ngoài khơi Tây Úc), quần đảo Cocos (Keeling) và đảo Giáng Sinh trong Ấn Độ Dương; ở Tây Thái Bình Dương, N. tonganus có mặt ở hầu hết vùng biển bao quanh quần đảo Mã Lai (trừ vịnh Thái Lan và Biển Đông), trải dài về phía đông tới các vùng biển của nhiều đảo quốc thuộc châu Đại Dương (phía đông giới hạn đến quần đảo Samoa); về phía bắc giới hạn đến quần đảo Ryukyu (Nhật Bản); phía nam tới rạn san hô Great Barrier và New Caledonia.
N. tonganus sống gần các rạn san hô ở độ sâu khoảng từ 3 đến 40 m.

## Mô tả

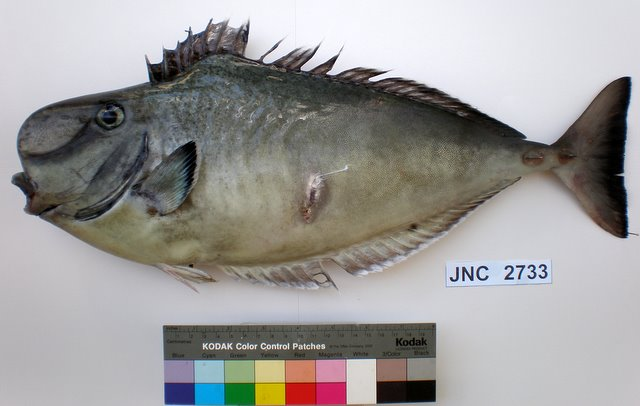
Mẫu vật N. tonganus được thu thập ở ngoài khơi New Caledonia

Chiều dài cơ thể tối đa được ghi nhận ở N. tonganus là 60 cm. Cơ thể hình bầu dục thuôn dài, có màu xám bạc đến nâu xám, ánh vàng nhạt ở phần bụng. Đầu có các đường sọc xiên sẫm màu: một dải từ dưới mắt chạy dài xuống môi trên trên mặt, dải còn lại nằm gần rìa nắp mang. Vây đuôi và vây ngực có viền đen ở rìa; vây lưng có màu đen với đường viền màu xanh ánh kim ở rìa. Cá con có nhiều đốm đen phủ dày đặc khắp cơ thể.
N. tonganus không có sừng trước trán nhưng lại có một cục bướu ở trên mõm và một bướu gù ở lưng. Các đốm đen tập trung bên dưới bướu lưng. Có 2 phiến xương nhọn chĩa ra ở mỗi bên cuống đuôi, tạo thành ngạnh sắc.
Số gai ở vây lưng: 5; Số tia vây ở vây lưng: 27 - 30; Số gai ở vây hậu môn: 2; Số tia vây ở vây hậu môn: 26 - 28; Số tia vây ở vây ngực: 16; Số gai ở vây bụng: 1; Số tia vây ở vây bụng: 3.

### Phân biệt vớiN.tuberosus
N. tonganus rất giống với loài họ hàng là Naso tuberosus, vì cả hai đều có bướu ở mõm và lưng. Những ghi nhận của N. tuberosus trước đây ở Tây Thái Bình Dương đã được xác định lại là loài N. tonganus vào năm 2002, vì giữa hai loài đều có những khác biệt rõ rệt về hình thái lẫn màu sắc nếu quan sát kỹ.
Về hình thái, bướu trên mõm của N. tonganus có thể lan rộng vượt quá đỉnh môi trên ở cá trưởng thành, trong khi ở N. tuberosus, cục bướu này hầu như không chạm tới đỉnh môi trên.
Về màu sắc, các đốm đen lớn bao phủ chi chít khắp phần thân trên của N. tuberosus trưởng thành; trong khi ở N. tonganus trưởng thành, các đốm đen lại khá nhỏ, chỉ tập trung bên dưới bướu gù ở lưng, và đôi khi tiêu biến ở những cá thể trưởng thành lớn hơn. Đốm đen cũng xuất hiện trên các vây của N. tuberosus, trong khi các vây của N. tonganus đều không có đốm, thậm chí ở cá con.
Vây ngực của N. tonganus có dải viền đen ở rìa, nhưng N. tuberosus thì không có. Dải trắng rộng ở rìa vây lưng và vây hậu môn có ở N. tonganus, nhưng hẹp lại ở N. tuberosus. N. tuberosus có đốm đen lớn trên ngực, còn N. tonganus thì không có.

## Sinh thái
N. tonganus có thể sống đơn lẻ, nhưng thường được quan sát là sống theo đàn lớn. Chúng ăn các loại tảo đỏ và tảo lục dạng sợi, và cũng bao gồm các loài động vật phù du.

### Trích dẫn
- J. W. Johnson (2002). "Naso mcdadei, a new species of unicornfish (Perciformes: Acanthuridae), with a review of the Naso tuberosus species complex" (PDF). Australian Journal of Zoology. Quyển 50. tr. 293–311. doi:10.1071/ZO01049.